# Quảng trường Đền Thờ

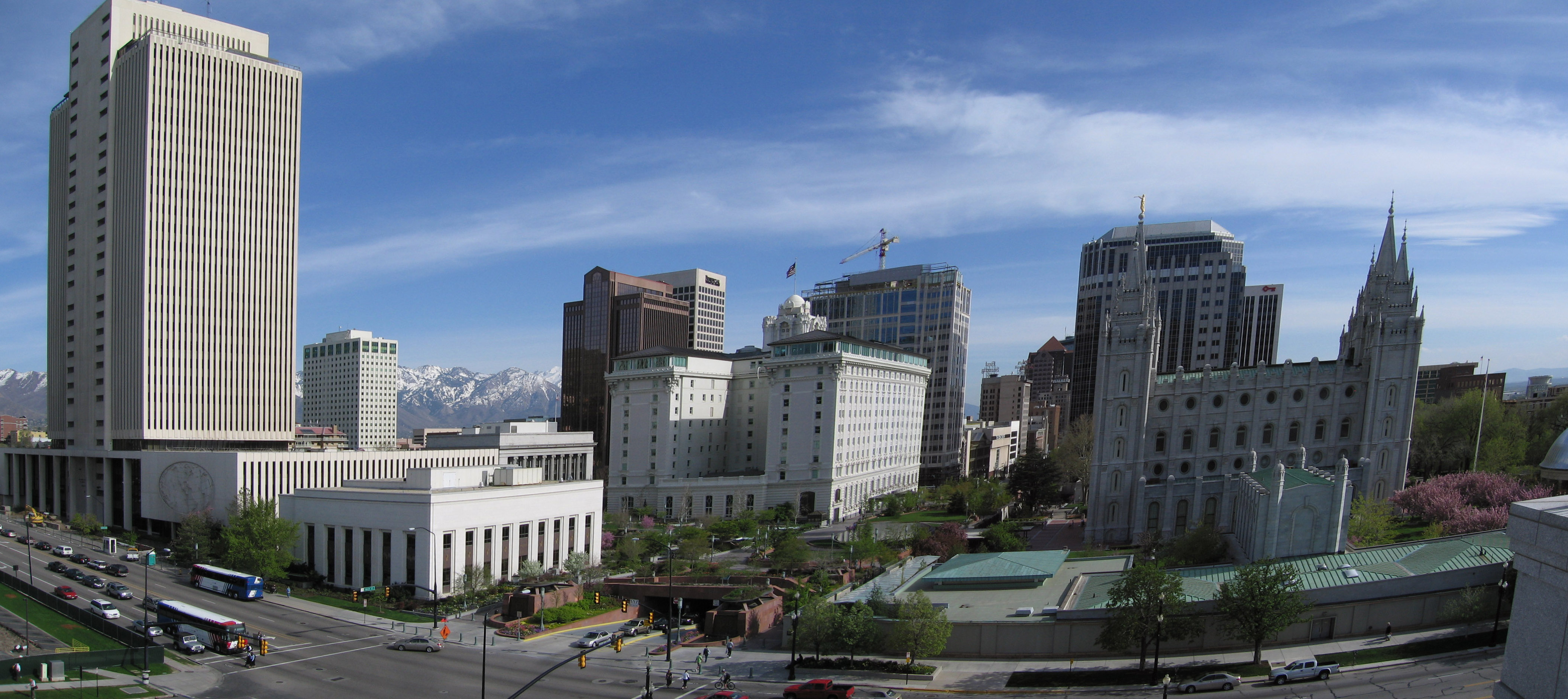
Một cái nhìn toàn cảnh cho thấy Temple Square từ Trung tâm Hội nghị nhìn về hướng nam

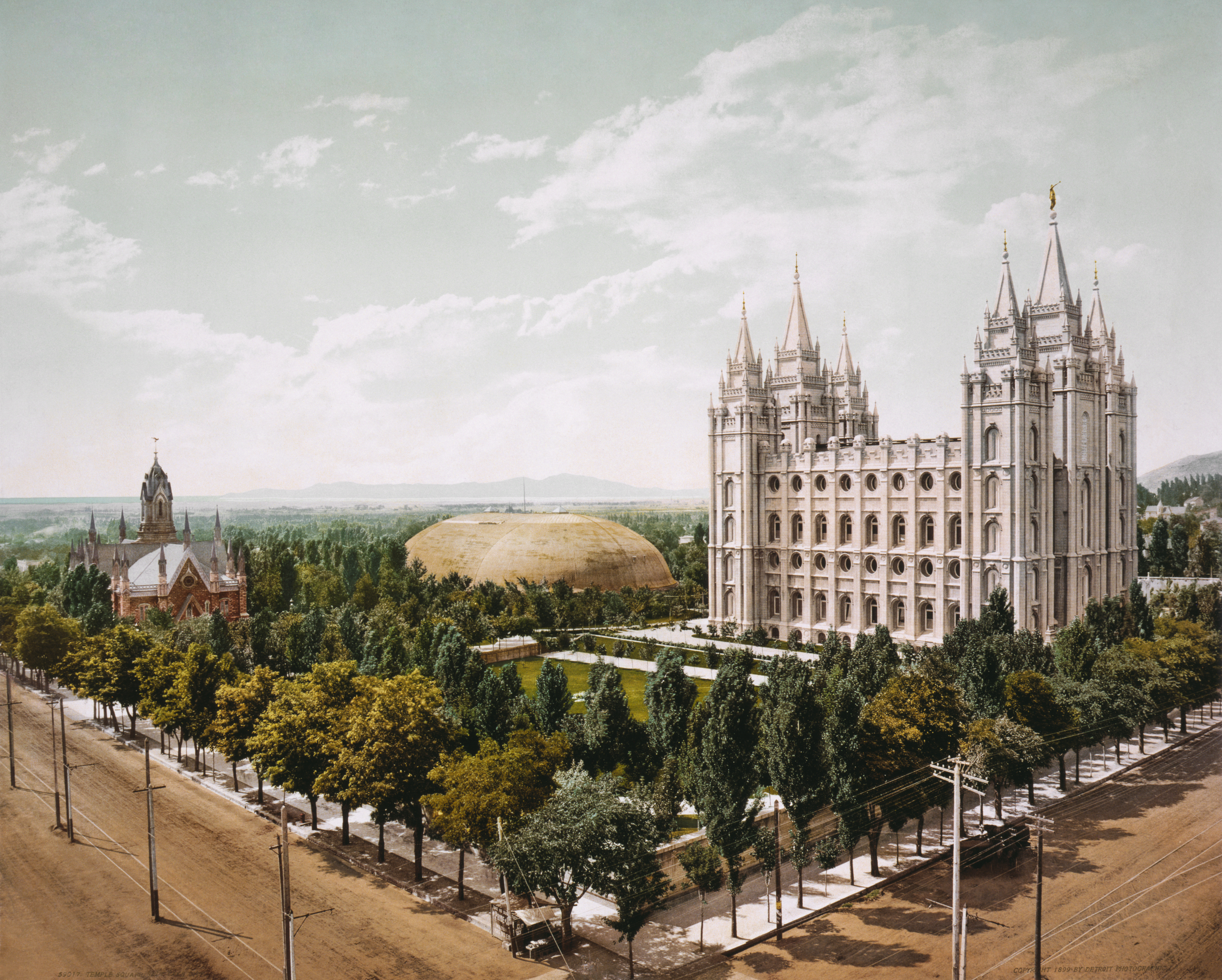
Quảng trường, ảnh khoảng năm 1898-1905, cho thấy Đền Thờ Salt Lake, Salt Lake Tabernacle và Salt Lake Assembly Hall

Quảng trường Đền Thờ (tiếng Anh: Temple Square) là một khu đất nằm ở trung tâm thành phố Salt Lake, tập trung rất nhiều công trình nổi tiếng của Giáo hội Các Thánh hữu Ngày sau của Chúa Giêsu Kitô như là Đền thờ Salt Lake, Salt Lake Tabernacle... Đây cũng là điểm du lịch thu hút nhiều khách tham quan nhất của bang Utah. Quảng trường Đền Thờ rộng 40.000 m². Trong những năm gần đây, việc sử dụng tên gọi đã dần chuyển sang bao gồm các khu vực giáo đường khác ở khu vực phụ cận quảng trường này. Năm 1847, khi những người tiên phong Mormon đến thung lũng Salt Lake, lãnh đạo Phong trào Mặc Môn Brigham Young đã chọn một khoảng đất hoang và tuyên bố "Chúng ta sẽ xây một ngôi đền cho Chúa ở đây."   Khi người ta khảo sát thành phố, khu vực xung quanh lô đất được chọn đã được dành cho ngôi đền, và từ đó được gọi là quảng trường Đền thờ. Quảng trường Temple được bao quanh bằng bức tường đá granit được xây ngay sau khi khu đất được chọn để xây một đền thờ.